# Улица Лобачика (Москва)
Улица Лоба́чика — улица на северо-востоке Москвы от Верхней Красносельской улицы до улицы Шумкина, расположена в Красносельском районе и районе Сокольники.

## История
Изначально называлась Алексеевская улица, по находящемуся здесь Алексеевскому монастырю (основан в середине XIV веке на Остоженке; в 1547 году был перенесён на место нынешнего храма Христа Спасителя; в 1837 году переведён на нынешнее его место — в Красное Село). Позднее получила название Проезжая, она же Проезжая в Сокольники улица. Это название связано с тем, что улица вела к переезду через соединительную ветку между Казанской и Ярославской железными дорогами, через который можно было попасть в Сокольники. В 1963 году по просьбе бойцов 291-й стрелковой дивизии переименована в честь Ивана Петровича Лобачика (1909—1941), который жил в районе этой улицы, работал партийным секретарём в районе Сокольники . Уже с этой должности его назначили секретарем парторганизации, а потом и начальником управления Комитета по делам кинематографии при СНК СССР, где он, в частности отвечал за показы фильмов в Кремле Сталину.
В 1941 году добровольно ушёл на фронт комиссаром батальона в 291-стрелковой дивизии и раненный, в бессознательном состоянии попал к финнам в плен под Белоостровом. Лишь спустя месяц тело его, до неузнаваемости изуродованное, финны бросили ночью на колючую проволоку, в предполье. Политрук был зверски замучен и, по-видимому, проявил большую стойкость. В каждый глаз было вбито по патронной гильзе, на спине вырезана пятиконечная звезда, руки и ноги опалены в пламени костра. Снимок изуродованного трупа обошёл всю советскую печать, а четверть века спустя по инициативе однополчан именем замученного политрука была названа одна из окраинных улиц Москвы, откуда он прибыл защищать Ленинград.

В 1975 году Хвойная улица в посёлке Белоостров, в котором погиб И. П. Лобачик, также была переименована в улицу Лобачика.

## Описание
После строительства Третьего транспортного кольца улица Лобачика оказалась разделена на две части, соединённые подземным пешеходным переходом. Юго-западная часть расположена в Красносельском районе внутри ТТК и начинается от перекрёстка Верхней и Малой Красносельских улиц и проходит на северо-восток до двухуровневой развязки с Гавриковой улицей (на Третьем транспортном кольце) и железнодорожных путей. Здесь есть съезд на магистраль и выезд с неё. Северо-восточная часть улицы расположена в Сокольниках и начинается за тоннелем Третьего транспортного кольца и Митьковской железнодорожной веткой, проходит на северо-восток по той же оси, слева к ней примыкают 2-я и 3-я Рыбинские улицы, за улицей Шумкина переходит в Микульский переулок.

## Здания и сооружения
по нечётной стороне:

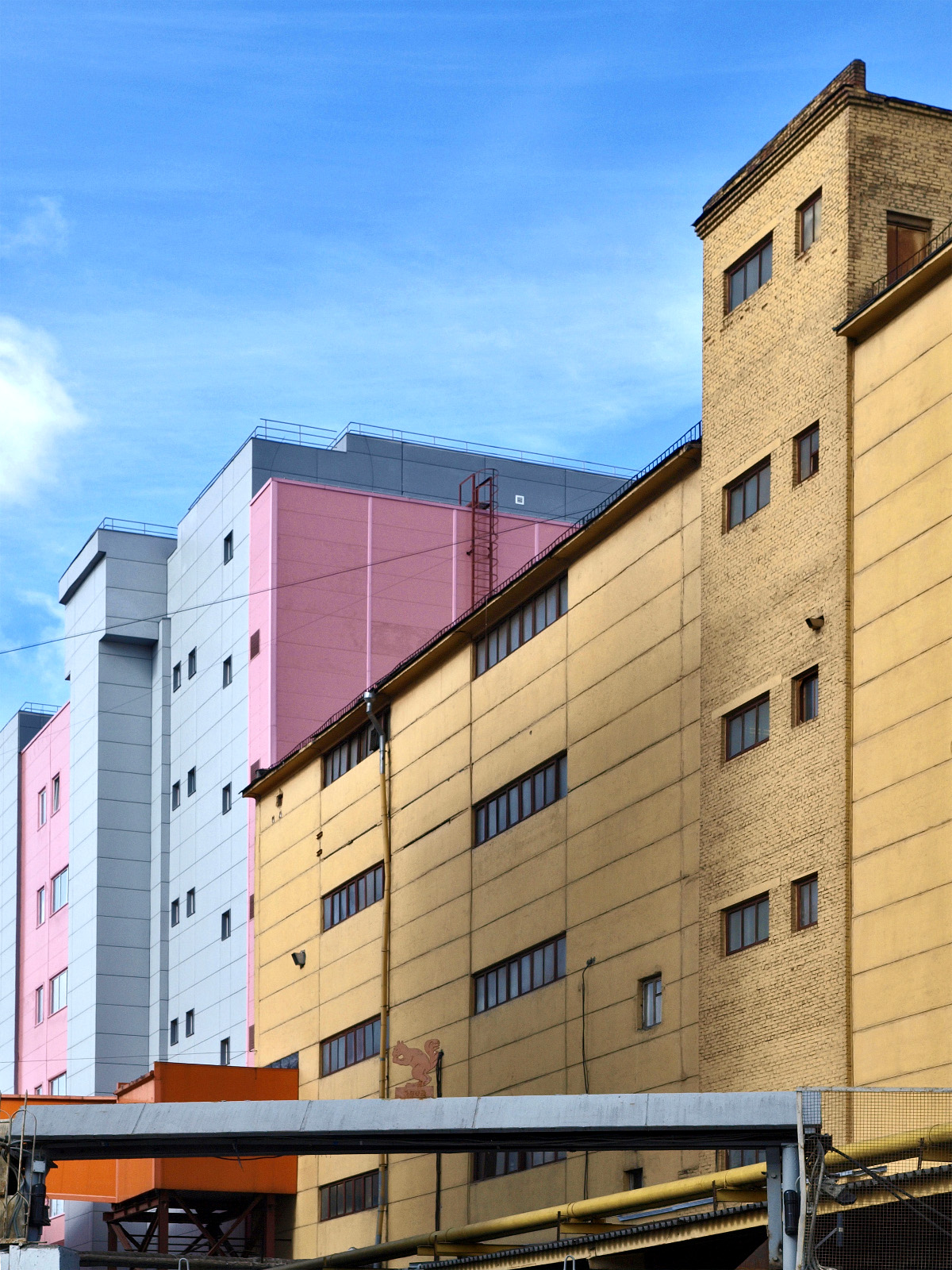
Склады компании «Объединённые кондитеры»

- № 1, стр. 1 — Проходная компании «Объединённые кондитеры» и фирменный магазин «Алёнка»[6].
- № 11 — бизнес-центр «Палладиум».
- № 15 — здание дореволюционной постройки.

по чётной стороне:
- № 2, строения 1, 2 — здания дореволюционной постройки.
- № 4 — центр обслуживания потребителей ГУП «Москоллектор».